# Chapelle Notre-Dame de Montban
Pour les articles homonymes, voir Chapelle Notre-Dame.
La chapelle Notre-Dame de Montban est une chapelle située dans le village de Farvagny, sur le territoire de la commune fribourgeoise de Gibloux, en Suisse.

## Histoire
La chapelle de Montban a été construite en 1727, dans le village de Farvagny-le-Grand. Son histoire débute avec le dépôt, dans le creux d'un chêne, d'une statuette de Notre-Dame des Ermites en terre cuite. 
C'est le fils du meunier Jolion de Grenilles qui, ayant lui-même reçu cette petite madone en terre des Jésuites qui le tenaient d'un religieux bénédictin d'Einsiedeln, qui la déposa dans la niche d'un vieux chêne. Il l'orna ensuite de fleurs et vint y prier. Cette image était destinée à exorciser un "bruit étrange" que ce dernier entendait lorsqu'il était contraint de traverser la forêt.
Ce petit oratoire vit ensuite se produire des manifestations extraordinaires. Il était dit-on enveloppé, la nuit, de clartés inexplicables,. On y parle même d'une lumière plus éclatante que celle du soleil, et on dit que le chêne majestueux qui abritait la statuette conservait toute sa sève en hiver comme au printemps.   
Mgr Claude-Antoine Duding, évêque du diocèse, apprend que de nombreux fidèles s'y rendent en pèlerinage à la suite de l'obtention de faveurs extraordinaires.
Après avoir réalisé des investigations, il ordonne la construction d'une chapelle, qui fut construite en 1727 et qu'il consacra le 29 juillet 1732.
La chapelle nouvellement construite eut un rayonnement immense : On y vint en pèlerinage, spécialement la veille de la Pentecôte, de Farvagny, des environs, et même de Savoie.

## Témoignages de guérison
Des lettres témoignant de guérisons sont envoyées à l'évêché de Fribourg, et conservées jusqu'à ce jour dans leurs archives officielles. Rédigées devant témoins, elles comprennent notamment les récits suivants :
- Philippe Perroud, curé d'Avry-devant-Pont, témoigne le 6 juin 1726 d'avoir été guéri d'un bras paralysé[5].
- Pierre Seydoux, lieutenant de Massonnens, témoigne le 20 juin 1726 d'avoir été guéri du bras droit[5].
- Joseph Bossens, d’Estavayer-le-Gibloux, témoigne de la guérison miraculeuse d'un de ses fils, âgé de 18 ans, qui avait perdu la raison, au point qu’on devait l’enchaîner. Il fut tout d'abord hospitalisé un mois à Fribourg, après quoi les médecins attestèrent qu’il était incurable. De retour chez lui le jeune homme faisait tant de bêtises que la commune l’obligea à l’enfermer dans la maison familiale, par crainte d’accident ou d’un incendie. Après avoir intercédé auprès de Notre-Dame de Montban avec ses voisins 9 jours de suite, il obtint la guérison complète et soudain le dixième jour. Jamais plus il ne tomba malade, et il fil ensuite son travail, comme tout autre[5].

Dans son rapport de juin 1726, l'émissaire envoyé par l'évêque recensa 18 cas de "faveurs extraordinaires". 